# Maella
Maella é um município da Espanha na província de Saragoça, comunidade autónoma de Aragão. Tem 175,28 km² de área e em 2021 tinha 2 062 habitantes (densidade: 11,8 hab./km²).

## Demografia
| Variação demográfica do município entre 1991 e 2004 | Variação demográfica do município entre 1991 e 2004 | Variação demográfica do município entre 1991 e 2004 | Variação demográfica do município entre 1991 e 2004 |
| --------------------------------------------------- | --------------------------------------------------- | --------------------------------------------------- | --------------------------------------------------- |
| 1991                                                | 1996                                                | 2001                                                | 2004                                                |
| 2180                                                | 2079                                                | 2056                                                | 2025                                                |